# Rio-del-Rey
Rio-del-Rey är en flodmynning i Kamerun.   Den ligger i regionen Sydvästra regionen, i den västra delen av landet, 300 km väster om huvudstaden Yaoundé.